# Fédération paraguayenne de basket-ball
La Fédération paraguayenne de basket-ball, ou CPB (Confederacion Paraguaya de Basquetbol) est une association, fondée en 1947, chargée d'organiser, de diriger et de développer le basket-ball au Paraguay.
La Fédération représente le basket-ball auprès des pouvoirs publics ainsi qu'auprès des organismes sportifs nationaux et internationaux et, à ce titre, le Paraguay dans les compétitions internationales. Elle défend également les intérêts moraux et matériels du basket-ball paraguayen. Elle est affiliée à la FIBA depuis 1947, ainsi qu'à la FIBA Amériques.
La Fédération organise également le championnat national.